# Variacions Enigma
Variacions sobre un tema original per a orquestra, op 36, comunament referides com Variacions Enigma és una sèrie de catorze variacions musicals compostes per Edward Elgar el 1899. És una de les seves obres més conegudes, tant per la música en si com per l'enigma que s'hi amaga al darrere, i la seva primera gran obra per a orquestra. El seu nom procedeix del tema sobre el qual es basen, secret que l'autor es va endur a la tomba i que encara ningú ha estat capaç de descobrir. Aquest tema -Andante, legato e sostenuto- està seguit per catorze variacions dedicades "Els meus amics hi són retratats dins d'elles", cada variació mostra un emotiu retrat d'algunes de les seves relacions socials més properes.
Els esbossos de les Variacions Enigma són de la tardor de 1898. L'obra va ser acabada el 19 de febrer de 1899. Hans Richter va dirigir l'estrena el 19 de juny de 1899, a Londres. Posteriorment Elgar va revisar la peça, ampliant el final. Les revisions van quedar concloses al voltant del 12 de juliol de 1899. És adequat que les Variacions es coneguin com a «Enigma», ja que diversos misteris varen envoltar l'obra des de la seva primera interpretació. A la nota per al programa de l'estrena, Elgar va estimular la curiositat dels seus oients amb una endevinalla: "No explicaré l'enigma que ha de romandre inimaginable i els adverteixo que l'aparent connexió entre les Variacions i el tema sovint és de la textura més subtil, a més, a través i per sobre de tot el conjunt hi ha un altre tema més gran, però no s'executa […] De manera que el tema principal mai apareix, igual que en alguns drames recents, el personatge principal mai és a l'escenari."

## El tema de l'enigma
Molts oients s'han preguntat per la identitat del tema de l'enigma. Alguns estudiosos van suggerir que Elgar deia "tema", no a una melodia, sinó més aviat a una idea de programa o filosòfica. Els seus amics, però, insistien que hi havia una veritable tonada involucrada. El compositor va explicar el secret només a tres persones, les quals la van portar a la tomba. Al final de la seva vida, Elgar va admetre que el tema "era tan famós que resultava estrany que ningú ho hagués descobert". Aquesta afirmació va impulsar a diversos músics a tractar de fer coincidir melodies populars en contrapunt amb el tema de la variació. Es va descobrir que servien per a això tonades de Wagner, Mozart, Chopin i Leoncavallo, així com God Save the King, Pop Goes the Weasel, i Auld Lang Syne. Un amic del compositor, que coneixia bé la inclinació d'Elgar a les endevinalles i les bromes pesades, va suggerir que simplement estava gastant una broma a la posteritat, proclamant que hi havia una melodia amagada quan en realitat no hi era. Si aquest suggeriment és cert, Elgar ha de ser felicitat per haver aconseguit mantenir a diverses generacions de musicòlegs en una recerca inútil.
Hi ha un segon enigma. Com que el compositor va revelar la referència de programa de cada variació, quin és exactament el significat del tema? Elgar finalment va reconèixer, encara que no públicament, que ell mateix era el subjecte del tema. Realment, com ho assenyala el biògraf d'Elgar, Michael Kennedy, les quatre notes de l'obertura del tema semblen un arranjament natural de les síl·labes "Edward Elgar". A més, en la seva obra posterior, Els qui fan la Música, Elgar cita aquest tema per il·lustrar la soledat de l'artista creatiu.

## Explicació d'Elgar sobre cada variació
Quan l'obra s'estrenà, Elgar es va negar a revelar qui eren cada un dels amics als que havia dedicat cada tema, agreujant d'aquesta manera els misteris. No obstant això, posteriorment va publicar una explicació extensa:
- Enigma (Andante). Com que el tema és un "enigma", Elgar no dona cap explicació.
- Variació 1. C.A.E. (Andante). La dona del compositor, C. Alice Elgar, està retratada en "una prolongació del tema amb el que desitjo que siguin agregats romàntics i delicats".
- Variació 2. H.D.S.-P. (Allegro). Aquest amic és Hew David Steuart-Powell, un pianista amb el qual Elgar acostumava a interpretar música de cambra. "El seu característic repàs diatònic per sobre de les tecles abans de començar a tocar aquí parodiada amb humor en els passatges de semicorxeres; aquests passatges han de suggerir una tocata, però cromàtica més enllà del gust de HDS-P."
- Variació 3. R.B.T. (Allegretto). Aquesta variació és una caricatura de Richard Baxter Townshend, la veu greu, profundament ressonant, està retratada pel fagot. La variació es refereix a "la presentació per part de RBT d'un home vell en algunes funcions teatrals d'aficionats -la veu greu s'enfila de tant en tant cap el timbre de soprano".
- Variació 4. W.N.B. (Allegro di molto). El subjecte és William Neath Baker, "un terratinent, cavaller i estudiós. En els dies dels cavalls i dels carruatges, era més difícil que en els nostres dies de la gasolina disposar els carruatges del dia per atendre a un gran nombre de convidats. Aquesta Variació va ser escrita després que l'amfitrió, amb una tira de paper a la mà, llegeix en veu alta, forçosament, els arranjaments per al dia i precipitadament surt de l'habitació amb un cop sorollós i involuntari de la porta ... [Hi ha ] alguns suggeriments de l'actitud suaument burleta dels convidats".
- Variació 5. R.P.A. (Moderato). Richard Penrose Arnold era el fill del poeta Matthew Arnold. El jove Arnold "era un gran amant de la música, que interpretava (al pianoforte) d'una manera autodidacta, avaluava les dificultats però suggeria de manera misteriosa el sentiment veritable. La seva conversa formal era permanentment interrompuda per comentaris ocurrents".
- Variació 6. Ysobel (Andantino). Aquest era el sobrenom que Elgar li va posar a Isabel Fitton, que va estudiar violí amb ell. Ella va canviar a la viola, d'aquí la forma en què es destaca aquest instrument en aquesta variació. L'obertura és un exercici per creuar les cordes de través -una dificultat per als principiants-. El compositor era completament conscient dels encants de Ysobel i estava molt enamorat de la seva bellesa, de manera que la variació és "malenconiosa i, per un moment, romàntica".
- Variació 7. Troyte (Presto). Arthur Troyte Griffith era un arquitecte que tenia el do de dir el més inesperat -d'aquí els ritmes creuats d'aquesta variació-. Aquesta secció no és tant un retrat com un record de "els assajos maldestres de Troyte per tocar el pianoforte, i llavors el ritme fort suggereix els intents de l'instructor (EE) per imposar alguna cosa semblant a l'ordre sobre el caos i els cops de porta desesperats del final registren que l'esforç ha estat en va".
- Variació 8. W.N. (Allegretto). Winifred Norbury i la seva germana Florence eren amants de la música. Winifred era la secretària de la Societat Filharmònica de Worcester. "Les agraciades personalitats d'aquestes dames es mostraven assossegadament. WN estava més connectada amb la música que els altres membres de la família i les seves inicials encapçalen el moviment. Per justificar aquesta posició es dona un suggeriment lleu d'una rialla característica."
- Variació 9. Nimrod (Adagio). Nimrod era un caçador i la paraula alemanya que designa "caçador" és Jaeger. Elgar descriu al seu amic, el crític August J. Jaeger. La Variació "és una crònica d'una llarga xerrada d'una nit d'estiu quan el meu amic discorria eloqüentment sobre els moviments lents de Beethoven i deia que ningú podia aconseguir en aquest camp els cims que Beethoven havia arribat, un punt de vista amb el qual cordialment vaig coincidir. Haurà de notar-se que els compassos d'obertura estan escrits per suggerir el moviment lent de la Vuitena Sonata (Patètica).
- Variació 10. Dorabella (Tntermezzo: Allegretto). Dora Penny era una amiga molt propera a la qual Elgar va posar el sobrenom de Dorabella, pres de l'òpera de Mozart Così fan tutte. "El moviment suggereix la lleugeresa d'una dansa." Dorabella va escriure tot un llibre sobre les variacions Enigma i la gent que s'hi retrata.
- Variació 11. G.R.S. (Allegro di molto). El subjecte és George Robert Sinclair, organista de la catedral. S'ha comès alguna injustícia, apunta Elgar, ja que la variació no té "res a veure amb orgues ni catedrals ni, excepte remotament, amb GRS. Els primers pocs compassos van ser suggerits per la seva gran bulldog Dan (un personatge ben conegut) que va caure per l'escarpada ribera al riu Wye […] el seu xipolleig corrent amunt per trobar un lloc per sortir de l'aigua […] i el seu lladruc alegrat en fer-ho […] GRS va dir: 'posa-li música a això'. Ho vaig fer, aquí està".
- Variació 12. B.G.N. (Andante). Basil G. Nevinson era un violoncel·lista aficionat i membre d'un trio juntament amb Elgar i HDS-P. "La Variació és un tribut a un amic molt estimat els èxits científics i artístics del qual, i la manera agradable i el fet que els ha posat a disposició dels seus amics, fan que apreciï molt especialment a l'escriptor." Com era d'esperar, la variació inclou un meravellós solo de violoncel.
- Variació 13. *** (Romanza: Moderato). En un primer moment es va pensar que es referia a Lady Mary Lygon i més tard a Julia H. Worthington, probablement estimada per l'autor. Finalment, es creu que es refereix a un viatge per mar, ja que cita l'obertura de Mendelssohn Mar en calma i feliç viatge. "Els asteriscs ocupen el lloc del nom d'una dama que, en el moment de la composició, feia un viatge per mar. Els tambors suggereixen a la distància el batec de les màquines d'un transatlàntic i per sobre d'ells el clarinet cita una frase de l'obertura de Mendelssohn." Se suposava que els timbals havien de ser executats amb palets de tambor, però en el primer assaig el timbaler va provar d'utilitzar monedes i a Elgar li va agradar el so. La dama misteriosa era Lady Mary Lygon, que es trobava de viatge a Austràlia quan Elgar va voler demanar-li permís per a usar les seves inicials.
- Variació 14. (Finale: Allegro). E.D.U. representa "Edoo", el nom afectuós amb què Alicia Elgar anomenava al compositor. Es pinta a si mateix com "valent i vigorós en l'estil general". Just abans de la primera nova presentació oberta del tema original, els vents de fusta executen una frase que també està amagada en la variació d'Alícia. Elgar solia xiular aquesta tonada com el seu senyal especial per Alícia. També recorda la variació de Nimrod.[4]